# Harald Helfgott

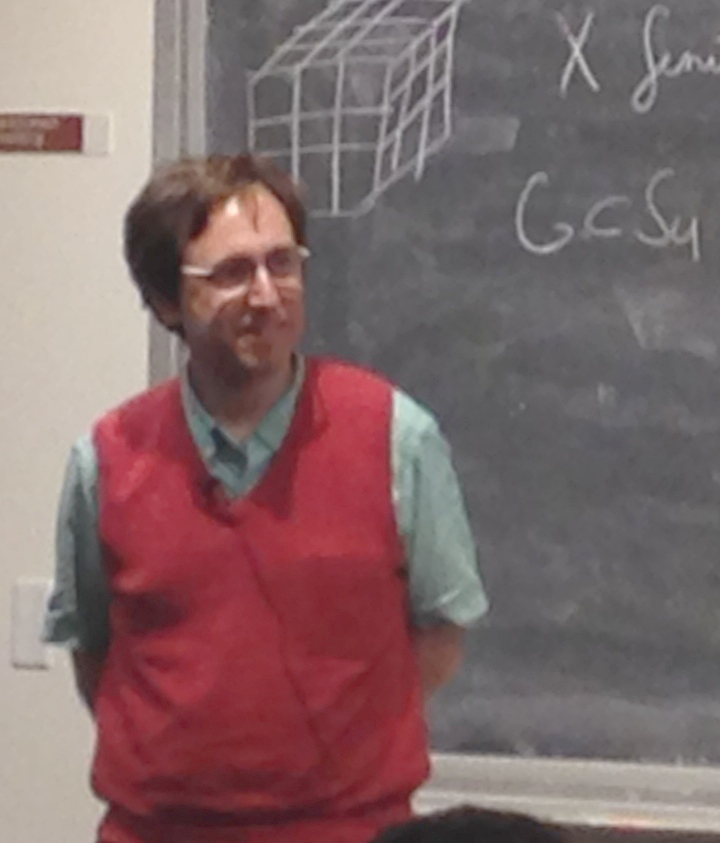
Harald Helfgott

Harald Andrés Helfgott Seier (ur. 25 listopada 1977 w Limie) – peruwiański matematyk, obecnie zamieszkały we Francji. Jego głównym obszarem badawczym jest teoria liczb, ale zajmował się również teorią grup i geometrią diofantyczną. Na początku roku 2013 opublikował dwa artykuły, w których przedstawił dowód słabej hipotezy Goldbacha.

## Życiorys

### Młodość i edukacja
Rodzice Helfgotta wykładali na Uniwersytecie Świętego Marka w Limie, a następnie East Tennessee State University w Johnson City. Rodzina Helfgotta wyemigrowała do Stanów Zjednoczonych, gdy miał on kilkanaście lat. Tam w 1998 uzyskał licencjat (BA) na Uniwersytecie Brandeisa. Następnie pod kierunkiem Henryka Iwańca i Petera Sarnaka przygotował na Uniwersytecie w Princeton pracę Root numbers and the parity problem, na podstawie której uzyskał stopień doktora w roku 2003.

### Kariera naukowa i nagrody
W latach 2004–2006 Helfgott  był na stażu podoktorskim na Uniwersytecie Yale i Uniwersytecie Montrealskim. W latach 2006–2010 Helfgott wykładał na Uniwersytecie Bristolskim. Od 2010 jest zatrudniony jako chargé de recherche w Centre national de la recherche scientifique/ École normale supérieure w Paryżu.
Helfgott jest laureatem nagród: Philip Leverhulme Prize (2008), przyznawanej przez London Mathematical Society Whitehead Prize (2010) oraz przyznawanej przez Uniwersytet w Cambridge Adams Prize (2011).
W sierpniu 2013 Uniwersytet Świętego Marka w jego rodzinnej Limie przyznał Helfgottowi tytuł profesor honorario. W 2014 wygłosił wykład sekcyjny na Międzynarodowym Kongresie Matematyków.